# Desastre do show aéreo de Santa Ana
O Desastre do show aéreo de Santa Ana foi um acidente aéreo ocorrido durante um show aéreo em Bogotá na manhã de 24 de julho de 1938.

## Aeronave
O Curtiss F11C Goshawk, desenvolvido no início dos anos 1930, entrou em serviço em 1932.
A Força Aérea da Colômbia adquiriu 30 aeronaves da versão de exportação Hawk II, que entrariam em serviço em 1932. Com velocidade máxima de 202 mph, o Hawk II, possuía como armamento fixo duas metralhadoras Browning M1919 de 7,62 mm e poderia transportar até 215 kg de bombas. Essas aeronaves seriam empregadas na Guerra Colômbia-Peru e ficariam em serviço até 1946.

## Acidente
Em 24 de julho de 1938, seria realizada uma cerimônia militar no Campo de Marte de Santa Ana, distrito de Usaquén, Bogotá. Dentre as apresentações, estava prevista a apresentação de 35 aeronaves comerciais e militares , onde algumas realizariam manobras acrobáticas.Para realizar manobras tão arriscadas, foram selecionados alguns dos melhores pilotos da força aérea. Entre eles figurava o capitão César Abadía. Com 2590 horas de voo, o Capitão Abadía era considerado um dos mais experientes pilotos colombianos e comandaria uma esquadrilha de 9 aviões Hawk durante o desfile.
Na manhã do dia 24, uma esquadrilha de pilotos decolou da base aérea de Madrid, Cundinamarca, tendo alcançado Bogotá pouco tempo depois.
O presidente Alfonso López Pumarejo chegaria ao Campo às 10h30 min, acompanhado de numerosa comitiva de ministros e membros do governo além do presidente eleito Eduardo Santos Montejo. Eles tomariam seus lugares na tribuna de honra. Presidindo a cerimônia, o presidente Pumarejo passou em revista aos mais de cinco mil membros das Forças Armadas do país reunidos no local. Havia  cerca de 20 mil pessoas no local, que presenciariam o show aéreo. Para evitar acidentes, a Direccion General de Aviación proibiu os pilotos de sobrevoarem o Campo a menos de 150 m de altura.
Durante a realização de um looping, o capitão Abadía perderia o controle de seu Curtiss, que se dirigia perigosamente contra a tribuna de honra. Num último esforço, o piloto evitaria a colisão direta com a tribuna e atingiria a escada da mesma, além de algumas telhas com o toque de uma de suas asas (causando ferimentos leves em alguns membros do governo). Desgovernada, a aeronave iria cair às 11h47 min atrás da tribuna (cerca de 20 metros atrás da mesma), explodindo logo em seguida. A expolsão arremessaria pedaços da aeronave em chamas sobre a multidão que acompanhava o desfile, causando a morte de 60 pessoas (além do próprio capitão Abadía) e deixaria mais de 100, feridas. Algumas vítimas morreriam dias depois em hospitais, em decorrência dos ferimentos.
Os presidentes Pumarejo e Santos sairiam praticamente sem ferimentos, embora tivessem sofrido (junto com as demais pessoas que estavam na tribuna) com o sufocante calor causado pela explosão da aeronave.

## Consequências
O acidente causaria muita comoção na Colômbia. O famoso toureiro mexicano Jesús Solórzano, que se encontrava naquela época na Colômbia, decidiu organizar uma tourada para arrecadar fundos aos feridos e às famílias dos mortos. Após o acidente, o governo colombiano proibiu a realização de shows aéreos no país.